# Marguerite de Rochechouart
Marguerite de Rochechouart de Montpipeau (1665 – 23. října 1727 v Paříži) byla francouzská jeptiška a abatyše.

## Životopis
Jako 43. abatyše z opatství Montmartre vedla tento benediktinský klášter od 13. září 1713 během regentství Filipa II. Orleánského, až do své smrti v roce 1727. Ze zaniklého opatství Montmartre se dochoval pouze kostel Saint-Pierre de Montmartre.

## Toponyma
Mnoho míst a budov v okolí nese její jméno:
- Barrière de Rochechouart
- Boulevard Marguerite-de-Rochechouart, který je jediným pařížským bulvárem, který nese jméno ženy
- Rue de Rochechouart
- Quartier de Rochechouart
- Théâtre de la Gaîté-Rochechouart
- stanice metra Barbès-Rochechouart, jedna z mála stanic v Paříži, která nese jméno ženy